# Saint-Pierre-le-Viger
Saint-Pierre-le-Viger és un municipi francès situat al departament del Sena Marítim i a la regió de Normandia. L'any 2007 tenia 275 habitants.

## Demografia

### Població
El 2007 la població de fet de Saint-Pierre-le-Viger era de 275 persones. Hi havia 104 famílies de les quals 20 eren unipersonals (4 homes vivint sols i 16 dones vivint soles), 36 parelles sense fills, 44 parelles amb fills i 4 famílies monoparentals amb fills.
La població ha evolucionat segons el següent gràfic:
Habitants censats

### Habitatges
El 2007 hi havia 128 habitatges, 109 eren l'habitatge principal de la família, 15 eren segones residències i 4 estaven desocupats. 127 eren cases i 1 era un apartament. Dels 109 habitatges principals, 75 estaven ocupats pels seus propietaris, 33 estaven llogats i ocupats pels llogaters i 1 estava cedit a títol gratuït; 2 tenien dues cambres, 28 en tenien tres, 38 en tenien quatre i 41 en tenien cinc o més. 94 habitatges disposaven pel capbaix d'una plaça de pàrquing. A 51 habitatges hi havia un automòbil i a 44 n'hi havia dos o més.

### Piràmide de població
La piràmide de població per edats i sexe el 2009 era:
| Homes | Edats   | Dones |
| ----- | ------- | ----- |
| 0     | 95 o +  | 0     |
| 0     | 90 a 94 | 0     |
| 0     | 85 a 89 | 0     |
| 4     | 80 a 84 | 12    |
| 8     | 75 a 79 | 8     |
| 12    | 70 a 74 | 0     |
| 0     | 65 a 69 | 4     |
| 12    | 60 a 64 | 16    |
| 0     | 55 a 59 | 0     |
| 0     | 50 a 54 | 8     |
| 4     | 45 a 49 | 4     |
| 12    | 40 a 44 | 8     |
| 8     | 35 a 39 | 16    |
| 8     | 30 a 34 | 16    |
| 20    | 25 a 29 | 4     |
| 0     | 20 a 24 | 4     |
| 8     | 15 a 19 | 8     |
| 0     | 10 a 14 | 12    |
| 16    | 5 a 9   | 12    |
| 16    | 0 a 4   | 0     |

## Economia
El 2007 la població en edat de treballar era de 181 persones, 141 eren actives i 40 eren inactives. De les 141 persones actives 128 estaven ocupades (68 homes i 60 dones) i 13 estaven aturades (5 homes i 8 dones). De les 40 persones inactives 12 estaven jubilades, 14 estaven estudiant i 14 estaven classificades com a «altres inactius».

### Ingressos
El 2009 a Saint-Pierre-le-Viger hi havia 109 unitats fiscals que integraven 271 persones, la mediana anual d'ingressos fiscals per persona era de 16.222 €.

### Activitats econòmiques
Dels 14 establiments que hi havia el 2007, 1 era d'una empresa extractiva, 2 d'empreses de fabricació d'altres productes industrials, 1 d'una empresa de construcció, 3 d'empreses de comerç i reparació d'automòbils, 1 d'una empresa de transport, 2 d'empreses d'hostatgeria i restauració, 3 d'empreses de serveis i 1 d'una empresa classificada com a «altres activitats de serveis».
Dels 4 establiments de servei als particulars que hi havia el 2009, 1 era un taller de reparació d'automòbils i de material agrícola, 1 fusteria i 2 restaurants.
L'any 2000 a Saint-Pierre-le-Viger hi havia 3 explotacions agrícoles que ocupaven un total de 642 hectàrees.

## Equipaments sanitaris i escolars
El 2009 hi havia una escola elemental integrada dins d'un grup escolar amb les comunes properes formant una escola dispersa.

## Poblacions més properes
El següent diagrama mostra les poblacions més properes.